# (4820) Fay
(4820) Fay (1985 RZ) – planetoida z pasa głównego asteroid okrążająca Słońce w ciągu 4,83 lat w średniej odległości 2,86 j.a. Odkryta 15 września 1985 roku.